# 皇冠街 (悉尼)
皇冠街，又譯哥朗街，是澳大利亚新南威尔士州悉尼的一条街道，长2.3（1.4英里），穿过烏路毛路、东悉尼、达令赫斯特和萨里山。在萨里山路段，两侧餐馆店铺林立，包括皇冠街公学、萨里山图书馆和社区中心，以及白马酒店（White Horse Hotel）。
皇冠街根据路段，客流量有所不同。在东悉尼的威廉街以南，2016年北行车辆的平均车流量为5,690辆；而南行车辆的移动量为4,136辆。

## 历史
1950年代末以前，皇冠街上曾经开行有轨电车，从牛津街到其利扶倫街。在1999年12月东区干道（Eastern Distributor）开通之前，坎贝尔街以南的皇冠街曾是一条向南的单行道。
现已关闭的皇冠街妇女医院（Crown Street Women's Hospital）曾经是悉尼最大的妇产医院。它于1893年啟用，1983年关闭。原址現已重建为商住兩用樓宇。